# Сфорца, Катерина
Катерина Сфорца (итал. Caterina Sforza; 1463 — 28 мая 1509) — графиня Форли, внебрачная дочь Галеаццо Марии Сфорцы, одна из последних представительниц знаменитой династии, по прозвищу «Львица Романьи» и «Тигрица из Форли», одна из тех, кто противостоял экспансии Борджиа.

## Происхождение и детские годы
Катерина была незаконнорожденной дочерью будущего герцога Милана Галеаццо Марии Сфорцы и его любовницы Лукреции Ландриани, жены одного из придворных, графа Джан Пьеро. Позднее Галеаццо Мария узаконил дочь. Считается, что Катерина провела первые годы жизни в семье своей матери. Впоследствии отношения между Лукрецией и Катериной никогда не прерывались: мать всегда была в курсе, как воспитывалась дочь, и в решающие моменты жизни была рядом с ней, не исключая и те годы, когда она жила во Флоренции. В 1466 году Франческо Сфорца, отец Галеаццо Марии, умер. Новый герцог Милана поселил при дворе всех своих детей от Лукреции — сыновей Карло и Алессандро и дочерей Кьяру и Катерину — в ту эпоху дети знати, даже если они были незаконнорожденными, рассматривались как политический капитал. Первое документальное упоминание Катерины относится к 1468 году — в письме из военного лагеря под Болоньей, адресованном герцогине Бьянке Марии Висконти, Галеаццо Мария выражал серьёзное беспокойство по поводу её серьёзной болезни.
Воспитание детей было доверено их бабушке, Бьянке Марии, а затем они были усыновлены Боной Савойской, вышедшей замуж за герцога в 1468 году. Этот брак положил конец вражде между Сфорца и Савойской династией, которая претендовала на Миланское герцогство, на основании того, что Филиппо Мария Висконти, последний представитель рода Висконти по мужской линии и правитель Милана, был женат на Марии Савойской.
Двор Сфорца, подобно другим дворам итальянского Возрождения, был центром притяжения для литераторов и художников. Его отличала атмосфера большой культурной открытости. Катерина, Кьяра и их братья получили, согласно обычаям того времени, гуманистическое образование, предусматривающее изучение латинского языка и чтение классических произведений, имевшихся в большом количестве в герцогской библиотеке. Об обучении детей дают представление сохранившиеся записи о книгах, по которым они занимались. От своей бабушки по отцу Катерина переняла властность, решительность, сознание того, что она происходит из воинственного рода. Её приемная мать Бона Савойская всегда с уважением и любовью относилась к детям мужа и их матери, что демонстрирует переписка между Боной и Катериной, относящаяся к тому времени, когда последняя уже покинула Милан. Катерина обучалась истории, литературе и языкам, проявила себя как способная ученица, отличавшаяся хорошей памятью. Лишь в музыке она не делала больших успехов. В отличие от просвещенных аристократок итальянского Возрождения Катерина Сфорца не увлекалась литературой и другими видами искусства. Её страстью было коллекционирование разнообразных рецептов косметических и лечебных средств и ядов, их изучение и, вероятно, собственноручное изготовление этих снадобий. Она предпочитала активный образ жизни, с молодости увлекалась танцами, верховой ездой. Герцогская семья проживала как в Милане, так и в Павии и часто бывала в Галлиате и Кузаго, где Галеаццо Мария охотился. В этих двух резиденциях, скорее всего, Катерина постигла искусство охоты, любовь к которой будет сопровождать её всю жизнь. В марте 1471 года Галеаццо Мария, чтобы восстановить дружеские отношения с Лоренцо Медичи, нарушенные после того, как Имола перешла из владений последнего Миланскому герцогу, посетил Флоренцию. Известно, что он прибыл туда вместе с женой и двумя дочерьми (имена не названы), одной из них могла быть Катерина.

## Первый брак — Джироламо Риарио

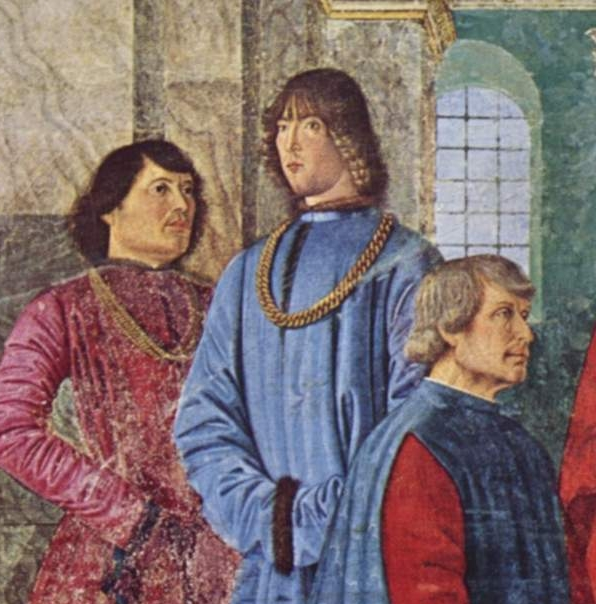
Мелоццо да Форли, «Сикст IV основывает библиотеку Ватикана» (1477), фрагмент фрески, Пинакотека Ватикана (Джироламо Риарио в центре)

Ещё в раннем детстве отец предполагал выдать Катерину замуж за графа Онорато, сына Маркантонио Торелли, генерального капитана герцогского ополчения. Однако тот вскоре умер.
20 января 1473 года был заключён брачный договор между Катериной и Джироламо Риарио, племянником папы Сикста IV, сыном Паоло Риарио и Бьянки делла Ровере. Папа искал невесту для Джироламо среди знати Милана, стремясь к тому, чтобы этот его племянник в будущем стал одним из влиятельнейших властителей Северной Италии. Изначально предполагалось, что Джироламо женится на двоюродной сестре Катерины, одиннадцатилетней Констанце Фольяни, которая, согласно некоторым историческим источникам, была отвергнута, потому что мать девушки, Габриэлла Гонзага, требовала, чтобы брак был заключён по достижении ею совершеннолетия, то есть, когда ей исполнится четырнадцать лет. Биограф Катерины, Пазолини, сообщает, что герцог был расстроен тем, что брак не состоялся, и что это вызвало сильное недовольство Джироламо. Он предложил в супруги папскому племяннику свою дочь. Несмотря на то, что той было всего десять лет, семья была готова выдать её за тридцатилетнего Джироламо. Другие источники сообщают, что, несмотря на то, что свадьба Катерины и Джироламо была отпразднована в 1473 году, брак был консумирован только после тринадцатого дня рождения невесты. При этом не упоминаются причины, которые воспрепятствовали браку Констанцы и Джироламо.
В сентябре брат Джироламо кардинал Паоло Риарио приехал в Милан, чтобы увидеть невесту и был восхищен красотой, образованием и живым характером Катерины. Согласно договору между герцогом и папой (которого представлял Паоло Риарио), подписанному 28 октября 1473 года в замке Порта Джовиа, Галеаццо Мария уступал Имолу вместе с прилегающими к ней землями папе за 50 000 дукатов. Фактически же он получал всего лишь 40 000, остальное считалось приданым его дочери. Папа давал своему племяннику графский титул и назначил Джироламо правителем Имолы. В своё время Имола была отнята Сфорца, вопреки интересам Медичи, у папского феодала Таддео Манфреди из Фаэнцы, после заключения брака между Катериной и Джироламо она отходила Сиксту IV с условием, что будет передана мужу Катерины и его наследникам.
После Пьетро Риарио, последовавшей 3 января 1474 года по дороге из Венеции в Болонью. Сикст IV оставил за Джироламо главенствующую роль в своей захватнической политике, особенно в противостоянии с Флоренцией. Джироламо унаследовал огромное состояние брата. Интересовавшийся ранее только охотой, он стал играть настолько значительную роль в римской политике, что получил прозвище Arcipapa. В свою очередь Сикст IV увеличивал свою власть день ото дня и был беспощаден к своим врагам. Во множестве хроник, дошедших до нашего времени, Джироламо обвиняется в заговорах против семьи Медичи, а также в репрессиях против семьи Колонна.
Галеаццо Сфорца был убит в результате заговора в 1476 году в Миланском соборе. Утрата отца не ослабила положения Катерины, папа и Джироламо Риарио не собирались отказываться от выгод, которое обеспечивал им этот брак, а Бона Савойская намеревалась соблюсти договорённости покойного мужа. Брак был заключен по доверенности в Милане в мае 1477 года, Джироламо представлял кардинал Меллини. В это время Катерина уже отправилась в Рим, её путь пролегал через Модену, Болонью, в начале мая она впервые посетила Имолу. Её въезд в качестве супруги нового графа был обставлен с особой торжественностью, в праздничных мероприятиях принял участие весь город. Она оставалась в Имоле до 13 мая и, по свидетельству современников, снискала популярность своей красотой и любезностью у всего населения. Двадцать пятого мая перед городскими стенами Рима Катерину встречал Джироламо со свитой, в самом Риме супругов приветствовали представители понтифика и послы короля Арагона и Испании. На следующий день, в праздник Пятидесятницы, Джироламо и Катерина прибыли в Собор Святого Петра. Здесь их встретил папа в окружении членов Священной коллегии. По знаку папы Джироламо надел перстень на палец Катерины, при этом, как отмечает Пазолини, было заметно, что понтифик очень тепло принял невесту, а жених был более холоден к ней. После церемонии, проведённой кардиналом дель Босси, супруги отправились в палаццо Орсини на Кампо-деи-Фьори, их резиденцию. Брачные торжества продолжились всеобщим городским праздником, на праздничном пиру среди высоких гостей присутствовал посол короля Франции.
Жестокий, но трусливый, Джироламо, занимая высокое положение при дворе, тем не менее не пользовался популярностью в Риме. На улицах города он появлялся только в окружении охранников. Его жена вела светскую жизнь, участвуя во всех увеселениях римской знати. Она, как показывает переписка того периода, уверенно чувствовала себя в своей новой роли: все, включая самого папу, ей восхищались как женщиной, одной из самых красивых и элегантных, и охотно общались с ней. Вскоре, несмотря на свою молодость, она стала играть роль посредника между Римом и другими итальянскими дворами. Катерина родила двоих сыновей в 1479 году Оттавиано, а в 1480 — Чезаре.
В 1480 году папа, чтобы усилить своё влияние в земле Романья, передал племяннику остававшееся вакантным владение Форли в ущерб семье Орделаффи. Форли и Имола под властью папского племянника стали форпостом севера полуострова. Вместе с Джироламо Катерина в июне 1481 года отправилась в Романью, 15 июля супруги въехали в Форли. В сентябре этого же года они побывали в Венеции. Визит Джироламо с его жены был обставлен со всей пышностью, однако каких-либо дивидендов он не принёс. Сикст IV стремился сделать племянника правителем большей части земель Романьи. В его планы входило и завоевание Феррарского герцогства. Джироламо искал поддержки у Венецианской республики, которая хотя и состояла на тот момент в союзе с папой, не поддержала его захватнических устремлений. Супруги Риарио вернулись в Рим, так как узнали, что в Форли активизировались их политические противники.
В конце октября 1481 года Катерина родила дочь Бьянку. Её муж, будучи генерал-капитаном церкви, никак не проявил себя в военном деле. Он использовал своё положение, чтобы увеличить состояние за счёт семей Колонна и Савелли. Катерина не принимала участия в делах Джироламо. О ней шла слава как о заботливой матери, занимающейся воспитанием детей, и об образованной женщине, интересующейся религиозными трудами и историографией.
Став новым правителем Форли, Джироламо пытался завоевать расположение народа, развивая общественное строительство и отменяя некоторые налоги. Однако, несмотря на политику экономического благоприятствования, которой придерживался Риарио, ремесленники города организовали заговор. Центром событий стал приход Сан-Пьетро-ин-Тренто, целью заговора было устранение (убийство) Джироламо и Катерины и восстановление династии Орделаффи. Заговор имел поддержку не только Орделаффи, но и Галеотто Манфреди Ди Фаэнца, Джованни II Бентивольо Ди Болонья и особенно Лоренцо Великолепного, который намеревался отомстить за заговор Пацци. Нападение планировалось на момент возвращения Джироламо и Катерины из Имолы, в которой они пребывали после поездки в Венецию. Однако сведения о заговоре стали известны Джироламо Риарио, который решил усилить свой вооруженный эскорт. На следующий день он вместе с Катериной явился на мессу в аббатство Сан-Меркуриале в окружении 300 охранников. Не доверяя народу, в последующие месяцы новые правители Форли все реже появлялись за пределами дворца.
Летом 1483 года Риарио стал во главе объединённых сил Рима и Неаполя. Исполняя волю папы, который аннулировал прошлый союз, Джироламо начал военные действия против Венецианской республики. 16 июня этого года Риарио прибыл в Форли. Катерина в это время находилась в Романье, где случилось разрушительное землетрясение. Она вернулась в Рим вместе с Джироламо, когда в Форли назрел новый заговор.  12 августа 1484 года Сикст IV скончался и, по давнему обычаю, римляне разграбили дворец папы. Пострадал и дом Джироламо и Катерины, а также поместье в окрестностях города, которое она арендовала. Катерина, несмотря на то, что была на седьмом месяце беременности, проявила хладнокровие и действовала решительно. Джироламо склонялся к тому, чтобы покинуть Рим, но Катерина вместе с Паоло Орсини заняла замок Святого Ангела, намереваясь там держать оборону. В ночь с 24 на 25 августа Катерина была готова к сопротивлению, имея в своём распоряжении 250 солдат. Её решимость вынудила кардиналов перед открытием конклава, начать переговоры. Возглавлял миссию кардинал Асканио Сфорца, дядя Катерины. Она согласилась уехать из Рима только тогда, когда Священная коллегия гарантировала её семье сохранение привилегий. Джироламо остался генерал-капитаном церкви и, в то же время, мог не проживать в Риме. Супруги отправились в Романью, 4 сентября 1484 года они уже были в Форли. Новый папа, Иннокентий VIII был избран 29 августа.
Четвёртого ребёнка, Джованни Ливио, Катерина родила в конце октября 1484 года, а в конце 1485 года на свет появился ещё один сын Джироламо и Катерины — Галеаццо. В это время супруги окончательно обосновались в Форли. Крёстным отцом для Галеаццо Катерина выбрала Лоренцо Медичи, несмотря на то, что Джироламо Риарио в своё время был замешан в заговоре Пацци. Это обстоятельство биографы Катерины объясняют тем, что уже тогда она, отстаивая свои интересы, начинала проводить самостоятельную политику. В марте 1487 года супруги поселились в Имоле. Катерина, несмотря на очередную беременность, посетила Милан. Там она встретилась со своей матерью, единокровным братом Джаном Галеаццо и Людовико Моро, фактическим правителем Милана. Ей пришлось прервать свой визит из-за серьёзной болезни мужа, прибыв в Имолу, она узнала о предательстве Мельхиоре Дзоккео, кастеляна крепости Равальдино, защищавшей Форли. Поняв, что договориться с мятежным кастеляном не получится, Катерина подослала к нему убийцу.
Джироламо погиб 14 апреля 1488 года во время мятежа. Заговорщики, в числе которых были представители семейства Орси, убили Риарио и выбросили его обнаженное мёртвое тело из окна замка Форли. Катерина с детьми попала в плен к Орси. Благодаря губернатору Чезены, Бернардино Савелли, она с детьми была переведена в крепость Порта-Сан-Пьетро. Катерине удалось бежать и укрыться в Равальдино, её дети остались в заложниках у Орси. Она приказала новому коменданту Равальдино Томмазо Фео обстреливать мятежный город из пушек. Заговорщики пригрозили убить её детей, если она не сдастся. Катерина, как сообщает Никколо Макиавелли («Discorsi sopra la prima Deca di Tito Livio»), вскочив на крепостную стену, задрала свои юбки и заявила осаждавшим: «Ho con me lo stampo per farne degli altri!», означавшее, что у неё осталась «формочка», чтобы сделать ещё.
С помощью могущественного дяди Лодовико Сфорцы, фактически правившего в Милане, она отстояла свои владения: в конце апреля миланская армия, возглавляемая Галеаццо Сансеверино, графом Кайаццо, двоюродным братом Лодовико, подошла к Форли, и заговорщики бежали. Катерина с 30 апреля 1488 года стала править от имени своего сына Оттавиано. Папская булла, назначавшая Катерину регентом при сыне, была опубликована 15 августа 1489 года. Имея поддержку могущественных родственников, Катерина жестоко отомстила заговорщикам, не остановившись перед их показательными казнями.

## Второй брак — Джакомо Фео
Катерина одержала верх над заговорщиками и сохранила власть, но уже в апреле 1490 года она начала испытывать материальные затруднения и была вынуждена обратиться за займом к герцогу Милана. В августе 1491 года она заменила коменданта Равальдино, которому перестала доверять. Должность Томмазо Фео была передана его родному брату, Джакомо, который был любовником Катерины. Она заключила с Джакомо тайный брак, чтобы не утратить регентство при своём сыне.
В 1492 году, когда умер Лоренцо Великолепный, а новым папой был избран Родриго Борджа, принявший имя Александра VI, положение Катерины осложнилось. Ей опять были нужны деньги, и она снова была вынуждена просить помощи своего брата Джан Галеаццо. Несмотря на его поддержку, она продолжала укреплять связь с новым правителем Флоренции Пьеро Медичи, чем вызывала недовольство Лодовико Моро.
В 1494 году французский король Карл VIII заявил о своих претензиях на Неаполитанское королевство. Земли в Романье, которыми она управляла от имени своего сына, имели большое стратегическое значение, и Катерину не раз предупреждали из Милана, что ей не следует оказывать помощь Арагонской династии, более того, Моро выразил желание, чтобы она, вслед за Миланом, вступила в союз с королём Франции.
После смерти её брата, Джан Галеаццо (1494), Лодовико стал полноправным правителем Милана.
В 1495 году Джакомо Фео, второй супруг Катерины, с которым она обвенчалась тайно, ибо он принадлежал к недостаточно знатному роду, был убит в результате заговора. Он был зарезан на глазах у жены, однако убийцы просчитались, недооценив волю графини. В ту же ночь, собрав слуг и сторонников, она приказала оцепить квартал, где жили убийцы, и не оставлять в живых ни мужчин, ни женщин, ни детей — никого, кто был связан с виновными узами хотя бы самого дальнего родства. Графиня лично руководила карательной операцией. Не сходя с седла, наблюдала она за точным и доскональным исполнением своего повеления. Жестокость Катерины, с которой она покарала родственников и близких убийц её второго мужа, отмечал Марино Санудо в своей книге «Поход Карла VIII» (1495).

## Третий брак
Третий муж Катерины, Джованни Медичи, умер в 1498 году естественной смертью.

## Вражда с Борджиа
Она от имени старшего сына Оттавиано Риарио правила пожалованными её первому мужу Джироламо Риарио папскими городами Форли и Имолой, и когда Чезаре Борджиа с помощью французов стал с 1499 года собирать папские земли, в его планах был и этот город. Катерина, понимая что война не за горами, отправила детей во Флоренцию, а сама начала вербовку и обучение солдат, а также заготовку припасов и оружия. При этом она надеялась на то, что её дядя Лодовико Сфорца сумеет сам организовать отпор французам и помочь ей. Цитадель Равалдино в городе Форли стала практически неприступной. После того как Борджиа вошёл в город Имола, который открыл перед ним свои ворота в ноябре 1499 года, Катерина спросила жителей Форли, желают ли они сдаться на милость врага, или держать осаду вместе с ней. Так как жители засомневались, она освободила их от присяги верности, а сама заперлась в своей твердыне Равалдино. Графиня неоднократно отвергала всякие предложения мира, и в конце концов Чезаре объявил за неё награду в 10 000 дукатов, живую или мёртвую, но сам чуть не попал к ней в плен, когда приблизился близко к крепости. Сопротивление несчастной одинокой женщины вызвало восхищение ею по всей Италии, Макиавелли упоминает о том, как много песен и эпиграмм было сочинено в её честь. Осада крепости принесла много потерь для обеих сторон, наконец, 12 января 1500 года, объединённые войска французов и папской армии под командованием Чезаре Борджиа захватили Равалдино. Решающий штурм был стремительным и кровавым, Катерина сражалась сама с оружием в руках, пока не попала в плен.
Её отвезли в Рим и поместили под стражу в Ватикане, хотя официально она считалась пленницей французского короля. Она пыталась сбежать, и её заточили в знаменитый замок Святого Ангела. Чтобы придать заточению Катерины видимость законности, папа римский Александр VI обвинил её в покушении на свою жизнь, она якобы послала отравленное письмо, после того как он выпустил буллу, лишающую её владений. До сегодняшнего дня неизвестно, насколько эти обвинения соответствовали правде. Через некоторое время, правда, её отпустили по просьбе французов, и она воссоединилась со своими детьми во Флоренции.

## Конец жизненного пути
Во Флоренции Катерина жила на вилле, принадлежавшей её третьему супругу, испытывая нехватку средств. Со смертью в 1503 году своего отца, папы римского Александра VI, Чезаре Борджиа утратил все своё могущество. Катерине представился шанс взять реванш, и она немедленно развила деятельность по возвращению своих феодальных владений. Новый папа Юлий II благосклонно отнёсся к прошению Катерины Сфорцы восстановить её и её сына в правах на владение Форли и Имолой, но население обоих городов в большинстве своем выступили против возвращения графини. Потеряв последнюю возможность вернуть себе былое могущество, Катерина Сфорца посвятила остаток жизни заботе о детях и внуках, а также занятиям алхимией и изготовлением лекарств. Легендарная «Тигрица из Форли» умерла во Флоренции, 28 мая 1509 года, от пневмонии.

## Браки и дети
1. В 1473 г. она вышла замуж за Джироламо Риарио, племянника папы Сикста IV. Дети — Оттавиано (род. 1479), епископ Витербо, Чезаре (1480), архиепископ Пизы, Бьянка (1481), супруга маркиза де Росси, Джованни Ливио (1484), Галеаццо Мария (1485), Франческо (1484), епископ Лукки.
2. Вышла замуж за Джакомо Фео, который был убит на её глазах в августе 1495. Сын — Бернардино Карло (1489).
3. Вышла замуж за Джованни (Пьерфранческо) де Медичи в 1496. Он скончался через два года. Сын — Джованни делле Банде Нере Медичи (Giovanni delle Bande Nere), кондотьер. Один из любимых персонажей Макиавелли, отец Козимо I Медичи, великого герцога Тосканского[1].

## Слухи и легенды
- Её предлагают как одну из настоящих моделей Моны Лизы[31].

## В массовой культуре
- В 1959 году в Италии был снят о ней приключенческий фильм — «Caterina Sforza, la leonessa di Romagna», главную роль в котором исполнила Вирна Лизи.
- Один из персонажей телесериала «Борджиа», где изображается хозяйкой всей Романьи и одним из могущественнейших противников семейства Борджиа.
- Во 2-м сезоне телесериала «Медичи» показана свадьба Катерины (её играет Роуз Уильямс) и графа Риарио, а в третьем сезоне Катерина становится одним из главных действующих лиц второго плана.
- Главная героиня романа Джинн Калогридис «Алая графиня» (The Scarlet Contessa, 2010).
- Один из женских персонажей в аниме «Trinity Blood», носит то же самое имя, имеет сходную биографию и является герцогиней Миланской.
- Катерина Сфорца — одна из главных союзников протагониста игр Assassin's Creed II и Assassin's Creed: Brotherhood. В первой игре игрок помогает Катерине отбить атаки людей Борджиа — давних врагов Сфорца. Также, в этой игре главный герой спасает детей Катерины от братьев Орси. В следующей игре Катерина просит помощи у главного героя игры, чтобы снова дать отпор войскам Борджиа и защитить родной город Форли, который всё же будет захвачен, а Катерина заточена в замке Сант-Анджело в Риме. По сюжету протагонист игры спасает графиню из тюрьмы. Вскоре после этого Катерина покидает Рим.